# Los Angeles Film Critics Association Awards/Bester Nebendarsteller
Der Los Angeles Film Critics Association Award in der Kategorie Bester Nebendarsteller (Best Supporting Actor) wurde von 1977 bis 2021 verliehen. Seit 2022 ersetzen zwei genderneutrale Preise die ehemals vier Darstellerkategorien, darunter jener für die Beste Nebenrolle.
Am erfolgreichsten in dieser Kategorie waren Willem Dafoe, John Gielgud und Christopher Plummer, die den Preis je zweimal gewinnen konnten. 15-mal gelang es der Filmkritikervereinigung, vorab den Oscar-Gewinner zu präsentieren, zuletzt 2013 geschehen, mit der Preisvergabe an Jared Leto (Dallas Buyers Club). 2009 war mit Christoph Waltz (Inglourious Basterds) erstmals ein Schauspieler aus dem deutschsprachigen Raum erfolgreich. 2008 wurde dem Australier Heath Ledger (The Dark Knight) eine postume Auszeichnung zuteil.

## Preisträger
Anmerkungen: In manchen Jahren gab es ein ex-aequo-Ergebnis und somit zwei Gewinner. Seit 2004 werden auch zweitplatzierte Schauspieler von der LAFCA-Jury verlautbart.
| Jahr | Preisträger          | Film                                                            | Deutscher Titel                                                    |
| ---- | -------------------- | --------------------------------------------------------------- | ------------------------------------------------------------------ |
| 1977 | Jason Robards*       | Julia                                                           | Julia                                                              |
| 1978 | Robert Morley        | Who is Killing the Great Chefs of Europe?                       | Die Schlemmer-Orgie                                                |
| 1979 | Melvyn Douglas*      | Being There The Seduction of Joe Tynan                          | Willkommen Mr. Chance Die Verführung des Joe Tynan                 |
| 1980 | Timothy Hutton*      | Ordinary People                                                 | Eine ganz normale Familie                                          |
| 1981 | John Gielgud*        | Arthur                                                          | Arthur – Kein Kind von Traurigkeit                                 |
| 1982 | John Lithgow         | The World According to Garp                                     | Garp und wie er die Welt sah                                       |
| 1983 | Jack Nicholson*      | Terms of Endearment                                             | Zeit der Zärtlichkeit                                              |
| 1984 | Adolph Caesar        | A Soldier’s Story                                               | Sergeant Waters – Eine Soldatengeschichte                          |
| 1985 | John Gielgud         | Plenty The Shooting Party                                       | Eine demanzipierte Frau Die letzte Jagd                            |
| 1986 | Dennis Hopper        | Blue Velvet Hoosiers                                            | Blue Velvet Freiwurf                                               |
| 1987 | Morgan Freeman       | Street Smart                                                    | Glitzernder Asphalt                                                |
| 1988 | Alec Guinness        | Little Dorrit                                                   | Klein Dorrit                                                       |
| 1989 | Danny Aiello         | Do the Right Thing                                              | Do the Right Thing                                                 |
| 1990 | Joe Pesci*           | Goodfellas                                                      | GoodFellas – Drei Jahrzehnte in der Mafia                          |
| 1991 | Michael Lerner       | Barton Fink                                                     | Barton Fink                                                        |
| 1992 | Gene Hackman*        | Unforgiven                                                      | Erbarmungslos                                                      |
| 1993 | Tommy Lee Jones*     | The Fugitive                                                    | Auf der Flucht                                                     |
| 1994 | Martin Landau*       | Ed Wood                                                         | Ed Wood                                                            |
| 1995 | Don Cheadle          | Devil in a Blue Dress                                           | Teufel in Blau                                                     |
| 1996 | Edward Norton        | Everyone Says I Love You The People vs. Larry Flynt Primal Fear | Alle sagen: I love you Larry Flynt – Die nackte Wahrheit Zwielicht |
| 1997 | Burt Reynolds        | Boogie Nights                                                   | Boogie Nights                                                      |
| 1998 | Bill Murray          | Rushmore                                                        | Rushmore                                                           |
| 1998 | Billy Bob Thornton   | A Simple Plan                                                   | Ein einfacher Plan                                                 |
| 1999 | Christopher Plummer  | The Insider                                                     | Insider                                                            |
| 2000 | Willem Dafoe         | Shadow of the Vampire                                           | Shadow of the Vampire                                              |
| 2001 | Jim Broadbent*       | Iris Moulin Rouge!                                              | Iris Moulin Rouge                                                  |
| 2002 | Chris Cooper*        | Adaptation.                                                     | Adaption – Der Orchideen-Dieb                                      |
| 2003 | Bill Nighy           | AKA Love Actually                                               | k. A. Tatsächlich… Liebe                                           |
| 2004 | Thomas Haden Church  | Sideways                                                        | Sideways                                                           |
| 2005 | William Hurt         | A History of Violence                                           | A History of Violence                                              |
| 2006 | Michael Sheen        | The Queen                                                       | Die Queen                                                          |
| 2007 | Vlad Ivanov          | 4 luni, 3 săptămâni și 2 zile                                   | 4 Monate, 3 Wochen und 2 Tage                                      |
| 2008 | Heath Ledger*        | The Dark Knight                                                 | The Dark Knight                                                    |
| 2009 | Christoph Waltz*     | Inglourious Basterds                                            | Inglourious Basterds                                               |
| 2010 | Niels Arestrup       | Un prophète                                                     | Ein Prophet                                                        |
| 2011 | Christopher Plummer* | Beginners                                                       | Beginners                                                          |
| 2012 | Dwight Henry         | Beasts of the Southern Wild                                     | Beasts of the Southern Wild                                        |
| 2013 | James Franco         | Spring Breakers                                                 | Spring Breakers                                                    |
| 2013 | Jared Leto*          | Dallas Buyers Club                                              | Dallas Buyers Club                                                 |
| 2014 | J. K. Simmons*       | Whiplash                                                        | Whiplash                                                           |
| 2015 | Michael Shannon      | 99 Homes                                                        | 99 Homes – Stadt ohne Gewissen                                     |
| 2016 | Mahershala Ali*      | Moonlight                                                       | Moonlight                                                          |
| 2017 | Willem Dafoe         | The Florida Project                                             | The Florida Project                                                |
| 2018 | Steven Yeun          | 버닝 (Burning)                                                  | Burning                                                            |
| 2019 | Song Kang-ho         | 기생충 (Gisaengchung)                                           | Parasite                                                           |
| 2020 | Glynn Turman         | Ma Rainey’s Black Bottom                                        | Ma Rainey’s Black Bottom                                           |
| 2021 | Vincent Lindon       | Titane                                                          | Titane                                                             |
| 2021 | Kodi Smit-McPhee     | The Power of the Dog                                            | The Power of the Dog                                               |

* = Schauspieler, die für ihre Rolle später den Oscar als Bester Nebendarsteller des Jahres gewannen

## Zweitplatzierte Nebendarsteller
1. ↑  2004 belegte der spätere Oscar-Preisträger Morgan Freeman für Million Dollar Baby einen zweiten Platz
2. ↑  2005 belegte Frank Langella für Good Night, and Good Luck. einen zweiten Platz
3. ↑  2006 belegte Sergi López für Pans Labyrinth einen zweiten Platz
4. ↑  2007 belegte Hal Holbrook für Into the Wild einen zweiten Platz
5. ↑  2008 belegte Eddie Marsan für Happy-Go-Lucky einen zweiten Platz
6. ↑  2009 belegte Peter Capaldi für Kabinett außer Kontrolle einen zweiten Platz
7. ↑  2010 belegte Geoffrey Rush für The King’s Speech einen zweiten Platz
8. ↑  2011 belegte Patton Oswalt für Young Adult einen zweiten Platz
9. ↑  2012 belegte der spätere Oscar-Preisträger Christoph Waltz für Django Unchained einen zweiten Platz
10. ↑  2014 belegte Edward Norton für Birdman einen zweiten Platz
11. ↑  2015 belegte der spätere Oscar-Preisträger Mark Rylance für Bridge of Spies – Der Unterhändler den zweiten Platz
12. ↑  2016 belegte Issey Ogata für Silence den zweiten Platz
13. ↑  2017 belegte der spätere Oscar-Preisträger Sam Rockwell für Three Billboards Outside Ebbing, Missouri den zweiten Platz
14. ↑  2018 belegte Hugh Grant für Paddington 2 den zweiten Platz
15. ↑  2019 belegte Joe Pesci für The Irishman den zweiten Platz
16. ↑  2020 belegte Paul Raci für Sound of Metal den zweiten Platz